# Jorge Barbi
Jorge Barbi Alonso (* 1950 in A Guarda, Provinz Pontevedra, Spanien) ist ein spanischer Künstler, der aus der nordwestspanischen Region Galicien stammt.

## Leben
Barbi lebt und arbeitet auch heute noch (2015) in seiner Geburtsstadt am Atlantik. Seine Arbeiten sind nicht einfach in die verschiedenen Stilgruppen der spanischen Künstler der letzten Jahrzehnte einzuordnen. In seinen Werken befasst er sich unter anderem mit der Natur seiner Heimat und dem manchmal zerstörerischen menschlichen Einfluss auf diese. Er versucht in den Objekten und Installationen die Vergänglichkeit der Zeit und des Lebens festzuhalten. seine Darstellungen zeigen die Zusammenhänge zwischen der menschlichen Existenz und der Natur in einer Zeit der rasanten Veränderungen. Er drückt sich auch durch die Verwendung des Objet trouvé und durch die Assemblage aus.
Seit 1983 werden seine Werke sowohl in Einzelausstellungen als auch in Gemeinschaftsschauen gezeigt. In der Kunstwelt werden seine Arbeiten unter anderem zum Land Art oder zur Bewegung des Minimalismus gezählt und mit denen der US-Amerikaner Michael Heizer oder Walter De Maria verglichen.

## Werke und Ausstellungsorte
- 1991: Cinco sentidos.
- 1992: Installation im Rahmen des Programms Arte Público der Regierung der Provinz Huesca in Roda de Isábena in Aragón.
- 1993: Naturwiese Pasto de vacas in den Picos de Europa in den Pyrenäen.
- 1994 – heute (noch nicht vollendet): A donde tú me lleves, zwischen A Guarda und dem Kap Silleiro in der Provinz Pontevedra.
- 1995: Nordesía im Centro Conde Duque in Madrid und danach in der Casa de Parra in Santiago de Compostela.
- 1997: Casa de juegos, Centro Gallego de Arte Contemporanéo (CGAC), Santiago de Compostela.
- 2014: Intervención en el cementerio de Bonaval, im Rahmen der Ausstellung On the Road auf dem Friedhof des Klosters Convento Santo Domingo de Bonaval in Santiago de Compostela.[1]